# Garb (szczyt w Karpaczu)
Garb (niem. Keulige Berg, 701 m n.p.m.) – szczyt w Karkonoszach, w obrębie Śląskiego Grzbietu.
Położony jest w północno-zachodniej części Śląskiego Grzbietu, w obrębie Karpacza. Oddziela centrum Karpacza od Wilczej Poręby. Na północnym zachodzie łączy się z Pohulanką.
Zbudowany z granitu karkonoskiego.